# آرثر سيلفا
آرثر سيلفا هو لاعب كرة قدم برازيلي في مركز الدفاع، ولد في 26 أبريل 1995 في بوا فيستا في البرازيل. لعب مع نادي طوكيو.

## وصلات خارجية
- آرثر سيلفا على موقع رابطة كرة القدم اليابانية للمحترفين (اليابانية)
- آرثر سيلفا على موقع إي إس بي إن إف سي (الإنجليزية)
- آرثر سيلفا على موقع قاعدة بيانات كرة القدم.إي يو (الإنجليزية)
- آرثر سيلفا على موقع Soccerway.com (الإنجليزية)
- آرثر سيلفا على موقع عالم كرة القدم.نت (الإنجليزية)